# Ratpenat escuat negre
El ratpenat escuat negre (Rhinophylla alethina) és una espècie de ratpenat que viu a Colòmbia i l'Equador. Actualment, la Llista Vermella de la UICN classifica l'espècie com a gairebé amenaçada.

## Descripció

### Dimensions
És un ratpenat de petites dimensions, amb la llargada del cap i del cos entre 47 i 60 mm, la llargada de l'avantbraç entre 32 i 36 mm, la llargada del peu entre 8 i 12 mm, la llargada de les orelles entre 12 i 18 mm i un pes de fins a 14 g.

### Aspecte
El pelatge és tou i llanut, i s'estén fins a les potes, peus i la base de l'avantbraç. La part dorsal és d'un color negrós, però més clar cap a la gropa, mentre que la part ventral varia entre el negre i un negre més marronós. Té el musell curt, les fosses nasals llargues, en forma de llança i negres. La porció anterior està unida amb el llavi superior. A la mandíbula hi ha una berruga rodona gran, rodejada per dues berrugues allargades inclinades. Les orelles estan separades, amb el marge anterior convex i el posterior còncau, la punta esmolada i el pavelló auricular triangular. El trague és esmolat amb el marge posterior rebaixat de vegades. No té cua, mentre que el patagi es redueix a una membrana llarga subtil a través de l'interior de les extremitats inferiors i amb l'altre marge enserrellat.